# لويس جان ماري البوربوني
لويس جان ماري دي بوربون (الفرنسية:Louis-Jean-Marie de Bourbon؛ 16 نوفمبر 1725 - 4 مارس 1793)؛ هو ابن الوحيد لـ لويس ألكسندر دي بوربون ليتيجيمي دو فرنسا وكونت تولوز وزوجته ماري فيكتوار دي نوايل، يعتبر لويس جان في الأصل حفيد لويس الرابع عشر ملك فرنسا ومدام مونتيسب، منذ ولادته كان يُعرف بـ دوق بنثيفر، وأيضا امتلك هذه الألقاب أمير لامبال ودوق كارينان ودوق رامبويه ودوق أومال ودوق جيزور ودوق آرك آن باروا ودوق آمبواز وكونت أو وكونت غانغان، وفضلاً عن ذلك هو والد زوجة فيليب إيغاليتي.

## السيرة الذاتية
كان لويس جان ماري الابن الوحيد لوالديه فوالده يعتبر أصغر الأبناء الغير الشرعيين للملك لويس الرابع عشر وعشيقته مدام مونتيسب، في حين والدته كانت تعتبر مربية للملك الشاب اليتيم لويس الخامس عشر مما أدى إلى تكوين علاقة وثيقة معه، وأيضا يعتبر عرابه.
والده توفي في أواخر 1737 عندما لا يزال ذو الثانية عشر عاماً، وبذلك خلفه في وظائفه العسكرية، ورث عنه ثروته الطائلة، ففي 2 يوليو 1733 عندما كان في الثامنة أصبح فيلد مارشال، وفي العام التالي أصبح برتبة ملازم عام، وفي 1740 حصل على وسام الصوف الذهبي من ابن عمه البوربوني ملك إسبانيا، وفي 1743 حصل على وسام الروح المقدس من قبل الملك لويس الخامس عشر، وأيضا خدم في الجيش تحت قيادة خاله المارشال دوق نوايل بحيث قاتل ببراعة في معارك التي كانت جزءاً من حرب الخلافة النمساوية.
باعتباره مالك لواحدة من أكثر ثروات أوروبا، كان لويس ألكسندر عريساً جذاباً للزواج، خاصةً بما له من الروابط مع العائلة الملكية الفرنسية، في البداية تم اقتراح عليه لويز هنرييت دي بوربون-كونتي حفيدة عمته الكبرى لويز فرانسواز دي بوربون، إلا أن والدتها لويز إليزابيث دي بوربون-كوندي فضلت لها الزواج من حفيد عمته الآخرى فرانسواز ماري دي بوربون، لويس فيليب دوق شارتر هو وريث أسرة أورليان، أخيراً في 1744 عند بلوغه التاسعة عشر عاماً أصبح متزوجاً من ماريا تيريزا فيليشيتا داستي هي الابنة الكبرى لـ فرانشيسكو الثالث دوق مودينا وريدجو وابنة عمته شارلوت أغْلاي من داورليان، عاش الزوجين في سعادة تاماً بحيث استطعت إنجاب له العديد من الأبناء، ومع ذلك أثنين منهم فقط وصلوا إلى سن البلوغ.
توفيت زوجته في 1754 عن عمر يناهز الثامنة والعشرون عاماً بعد الولادة أخر أبنائه الذي توفى هو الآخر بعد بضعة ساعات، على الرغم من أنه أصبح حزين على فراقها، إلا أنه لم يتزوج من بعدها قط، بعد وفاة زوجته عاش الدوق بعيد بشكل متزايد عن البلاط الملكي في فرساي، بحيث قسم وقته على القلاع التي يملكها خارج باريس، وكرس نفسه غالباً إلى ماتبقى من حياته للأعمال الخيرية وتوزيع الصدقات، أثناء اندلاع الثورة الفرنسية لجأ إلى بلدة سو واحتماء عند أحد معارفه.
في 1791 انتقل إلى فيرنون في نورماندي حيث انضمت إليه ابنته مدام أورليان بعد فراقها عن زوجها الذي انضم إلى الثوار، بسبب أعماله الخيرية أصبح الناس يحترمونه لم يتم إزعاجه كثيراً من قبل الراديكاليون مع تقدم الثورة الذين وجهوا العداء المباشر لأفراد عائلته الآخرون، ومع ذلك لم يتوخى الحذر كثيراً، لأن في 3 سبتمبر 1792 تم قتل كنته أميرة لامبال الأرملة بوحشية، وفي 21 يناير 1793 تم إعدام قريبه الملك لويس السادس عشر، ومع ذلك لم ير اعتقال ابنته في أبريل 1793 لأنه توفي في 4 مارس 1793 في فيرنون عن عمر يناهز السابعة والستون، ففي ليلة 6 إلى 7 مارس تم نقل جثته سراً إلى درو لدفنها في سرداب العائلة في مجمع سان ايتيان الكنسي، بعد تسعة شهور فقط في ظهر 21 نوفمبر 1793 اقتحمت مجموعة من اليعاقبة الراديكالية مجمع الكنسي بحجة البحث عن الرصاص وتدمير رموز الإقطاعية التي تم حظرها مؤخراً، بحيث قاموا بتحطيم الشعارات النبالة المزينة، واقتلعوا التوابيت، بحيث قاموا بدفنها في مدافن جماعية مشتركة، وأيضا تم معاملة مماثلة مع بقايا جثة قريبه الملك لويس السادس عشر وأسلافه في كاتدرائية سان دينيس التي تقع شمال باريس.

## الثروة
اعتبر دوق بنثيفر واحداً من أغنى رجال عصره، ربما يكون الأغنى في فرنسا في ذاك الوقت، كان معروفاً بأعماله الخيرية، معظم ثروته الهائلة كانت مستمدة من ثروة مدموزيل الكبرى ابنة عم الملك لويس الرابع عشر.
في السابق في 1681 أعطى الملك لويس الرابع عشر موافقته على زواجها من دوق لوزون الرجل الوحيد الذي أحبته، بشرط أن يكون ابنه دوق ماين (عمه الأكبر) وريثها، ومع ذلك رغما عنه تم إعطائه كونتية أو وإمارة دومبوا ودوقية أومال له، إلا أن في نهاية المطاف لم يوافق الملك على إعطاء إذن للزواج.
تم توسيع ثروة دوق ماين بالعديد من الهدايا الباهظة الثمن من قبل والده، وبعد وفاة آخر أبنائه دون ورثة في 1775، أصبح دوق بنثيفر الوريث لتلك الثروة الطائلة بحث اشتمل: قلاع في درو وأومال وسو وأنيه وجيزور التي كانت جزءاً من هذا الميراث الضخمة.
وبالإضافة إلى ذلك باعتباره ابن الوحيد لكونت تولوز ورث عنه قصر تولوز في باريس (مقر العائلة الباريسي) وقصر رامبوييه التي كانت تحيط بها الغابة غنية بالصيد، وأيضا على مر السنين امتلك دوق بنثيفر العديد من قلاع في شانتيلو التي تقع في مقاطعة تورين، وأيضا قلعة آمبواز وقلعة لا فيرتي-فيدام وقلعة شاتونف سر لوار.
ولأن وريثه أمير لامبال توفي في 1768 دون أبناء، وبذلك أصبحت ابنته مدموزيل بنثيفر وريثته، وتزوجت في 1769 من دوق شارتر أصبح دوق أورليان في المستقبل والمعروف أكثر بـ فيليب إيغاليتي، ونتيجة لذلك بعد استعادة آل بوربون السلطة في 1714 و1715 تمكنت من استعادة ثروتها التي صودرت أثناء الثورة الفرنسية، وبعد وفاتها في 1721 انتقلت هذه الثروة الطائلة إلى أسرة أورليان.
أراضي كونتية درو أُعطيت إليه من قبل الملك لويس السادس عشر في نوفمبر 1783 بعد بيعه له قصر رامبوييه المحيط بغابة الصيد الغنية، قام دوق بنثيفر نقل جثت أسرته (والديه وأبنائه الستة) من كنيسة سان لوبن في بلدة رامبوييه إلى مجمع سان ايتيان الكنسي في درو والذي دفن فيه أيضا في مارس 1793، ولكن مع نوفمبر 1793 بعد تدنيسها من قبل الغوغائيين الثوريين بحيث رموا الجثت بمقبرة جماعية فقيرة، وفي 1816 بعد استعادة الملكية قامت ابنته مدام أورليان الأرملة ببناء كنيسة صغيرة على موقع القبر، على أن يكون شاهداً لعائلتها، ومع صعود ابنها لويس فيليب إلى العرش الفرنسي، تم تسمية هذه الكنيسة بـ كنيسة درو الملكية (Chapelle Royale de Dreux)؛ وأصبحت أيضا سرداب أسرة أورليان الملكية، بحيث احتوت على رفات 75 من أفراد أسرتين بوربون وأورليان.